# Listă de filme western spaghetti
Westernul spaghetti sau westernul italian este porecla unui larg sub-gen de filme occidentale care au apărut la mijlocul anilor 1960, inspirate de stilul unic al regizorului italian Sergio Leone și care au avut succes internațional la box-office. A fost numit astfel de majoritatea criticilor americani deoarece cele mai multe au fost produse și regizate de către italieni. Înainte de anii 1960 au mai fost realizate câteva producții europene care pot fi catalogate western spaghetti. Aceasta este o listă de filme western spaghetti:

## Înainte de 1960

### 1908
- Riffle Bill, le roi de la prairie, regia Victorin-Hippolyte Jasset

### 1919
- La vampira indiana, regia Roberto Roberti

### 1936
- Der Kaiser von Kalifornien, regia Luis Trenker

### 1942
- Una signora dell'Ovest, regia Carl Koch
- Il fanciullo del West, regia Giorgio Ferroni

### 1950
- Buffalo Bill a Roma, regia Giuseppe Accatino

### 1951
- Io sono il capataz, regia Giorgio Simonelli

### 1952
- Il bandolero stanco, regia Fernando Cerchio

### 1955
- El Coyote, regia Joaquin Luis Romero Marchent/Fernando Soler
- Villi Pohjola, regia Aarne Tarkas

### 1956
- La Justicia del Coyote, regia Joaquin Luis Romero Marchent

### 1959
- La sceriffa, regia Roberto Bianchi Montero (ca R.M. White)
- Il terrore dell'Oklahoma, regia Mario Amendola

## Anii 1960

### 1960
- 3 Kerle geh'n durch dick und dünn, regia Fernando Palacios
- Un dollaro di fifa, regia Giorgio Simonelli

### 1961
- Le goût de la violence/Haut für Haut/Febbre di rivolta, regia Robert Hossein
- Tierra brutal, regia Michael Carreras
- Il terrore del Texas, regia Jean Bastia
- I magnifici tre, regia Giorgio Simonelli

### 1962
- Comoara din lacul de argint (Der Schatz im Silbersee/Blago u srebrnom jezeru), regia Harald Reinl
- Torrejón City, regia León Klimovsky

### 1963
- Villin Pohjolan kulta, regia Aarne Tarkas
- Tres hombres buenos, regia Joaquín Luis Romero Marchent
- Gringo/Duello nel Texas, regia Ricardo Blasco
- Die Flußpiraten vom Mississippi/Les pirates sur Mississippi/Agguato sul grande fiume, regia Jürgen Roland
- Villin Pohjolan salattu laakso, regia Aarne Tarkas
- Gli eroi del West/Los héroes del Oeste, regia Steno
- Winnetou 1/La révolte des indiens Apache/La valle dei lunghi coltelli/Vinetu 1, regia Harald Reinl

### 1964
- Pentru un pumn de dolari, regia Sergio Leone, primul film din Trilogia Dolarilor.
- El sabor de la venganza/I tre spietati, regia Joaquín Luis Romero Marchent
- Wild West Story, regia Börje Nyberg
- Ultima cavalcadă spre Santa Cruz (Der Letzte Ritt nach Santa Cruz), regia Rolf Olsen
- Los pistoleros de Casa Grande, regia Roy Rowland
- Cavalca e uccidi/Brandy, regia José Luis Borau/Mario Caiano
- Old Shatterhand /Les cavaliers rouges/La battaglia di Fort Apache/Old Seterhend, regia Hugo Fregonese
- L'uomo della valle maledetta/El hombre del valle maldito, regia Siro Marcellini
- Massacro al Grande Canyon, regia Albert Band/Sergio Corbucci
- La carga de la policia montada, regia Ramòn Torrado
- Il vendicatore di Kansas City/Cuatro balazos, regia Agustin Navarro
- Relevo para un pistolero, regia Ramòn Torrado
- Due mafiosi nel Far West/Los pistoleros de la muerte, regia Giorgio Simonelli
- Fuera de la ley, regia León Klimovsky
- Le pistole non discutono/Las pistolas no discuten/Die letzten Zwei vom Rio Bravo, regia Mario Caiano
- ¡Bienvenido, padre Murray!, regia Ramón Torrado
- Joe Limonadă (Limonádový Joe aneb Koňská opera), regia Oldřich Lipský
- Freddy și cîntecul preriei (Freddy und das Lied der Prärie), regia Sobey Martin
- Winnetou 2 Winnetou 2/Le trésor des montagnes bleus/Giorni de fuco/Vinetu 2, regia Harald Reinl
- El hombre de la diligencia/La furia degli Apache, regia José María Elorrieta
- I gemelli del Texas/Los gemelos de Texas, regia Steno (Stefano Vanzina)
- I due violenti/Los rurales de Texas, regia Primo Zeglio
- Sansone e il tesoro degli Incas/Samson und der Schatz der Inkas/Samson et le trésor des Incas, regia Piero Pierotti
- La strada per Fort Alamo/Arizona Bill, regia Mario Bava
- Jim, il primo, regia Sergio Bergonzelli
- Antes llega la muerte/I sette del Texas, regia Joaquìn Luis Romero Marchent
- L'homme du Minnesota, regia Sergio Corbucci
- Buffalo Bill, l'eroe del Far West/Buffalo Bill, le héros du Far West/Das war Buffalo Bill, regia Mario Costa
- Sfida a Rio Bravo/Desafío en Rio Bravo/Duel à Rio Bravo, regia Tulio Demicheli
- Die Goldsucher von Arkansas/Alla conquista dell'Arkansas/Les chercheurs d'or de l'Arkansas, regia Paul Martin
- La tumba del pistolero/Attento Gringo... ora si spara, regia Amando de Ossorio
- Heiss weht der Wind/Mein Freund Shorty, regia Rolf Olsen
- Le maledette pistole di Dallas/Las malditas pistolas de Dallas/Les pistolets maudites de Dallas, regia José Maria Zabalza
- Unter Geiern/Là dove scende il sole/Parmi les vautours/Medu jastrebovima, regia Alfred Vohrer
- Tre dollari di piombo/Tres dólares de plomo/Trois dollars de plomb, regia Pino Mercanti
- I magnifici Brutos del West/Los brutos en el Oeste/Les terreurs de l'Ouest, regia Marino Girolami
- Il piombo e la carne/El sendero del odio/Les sentiers de la haine, regia Marino Girolami
- Okay sceriffo, regia Angio Zane
- Los Pistoleros de Arizona/5000 dollari sull'asso/Die Gejagten der Sierra Nevada, regia Alfonso Balcázar

### 1965
- Pentru câțiva dolari în plus, regia Sergio Leone
- Baladă din Valea Morții (Una pistola per Ringo), regia Duccio Tessari
- Ringo se întoarce (Il ritorno di Ringo), regia Duccio Tessari
- Winnetou 3, regia Harald Reinl

### 1966
- 2 once di piombo, regia Maurizio Lucidi
- 7 magnifiche pistole / Le sette magnifiche pistole, regia Romolo Guerrieri
- Cel bun, cel rău, cel urât, regia Sergio Leone
- Django, regia Sergio Corbucci
- Per il gusto di uccidere, regia Tonino Valerii
- Per mille dollari al giorno, regia Silvio Amadio
- Uccidete Johnny Ringo, regia Gianfranco Baldanello
- Un dollaro di fuoco / Un dólar de fuego, regia Nick Nostro
- Texas, addio / Adio, Texas, regia Ferdinando Baldi

### 1967
- 7 pistole per un massacro, regia Rafael Romero Marchent
- Dos cruces en Danger Pass, regia Rafael Romero Marchent

### 1968
- A fost odată în vest, regia Sergio Leone
- Acea caldă blestemată zi de foc (Quel caldo maledetto giorno di fuoco), regia Paolo Bianchini

## Anii 1970

### 1970
- Mi se spune Trinity, regia Enzo Barboni

### 1971
- Un pumn de dinamită, regia Sergio Leone

### 1972
- Se rezolvă... amigo, regia Maurizio Lucidi
- Un gentleman în Vestul Sălbatic, regia Enzo Barboni
- Un motiv de a trăi, un motiv de a muri, regia Tonino Valerii

## Anii 1980

### 1981
- Atenție la pana de vultur, regia Michele Lupo